# 卡恰雷
50°41′43″N 29°50′40″E / 50.69528°N 29.84444°E
卡恰雷（烏克蘭語：Качали）是位於烏克蘭北部的村莊，由基辅州布恰区的博罗江卡市镇負責管轄。該村面積16.7平方公里，海拔高度153米，2001年人口622，人口密度每平方公里37.2人。